# C☩M☩B

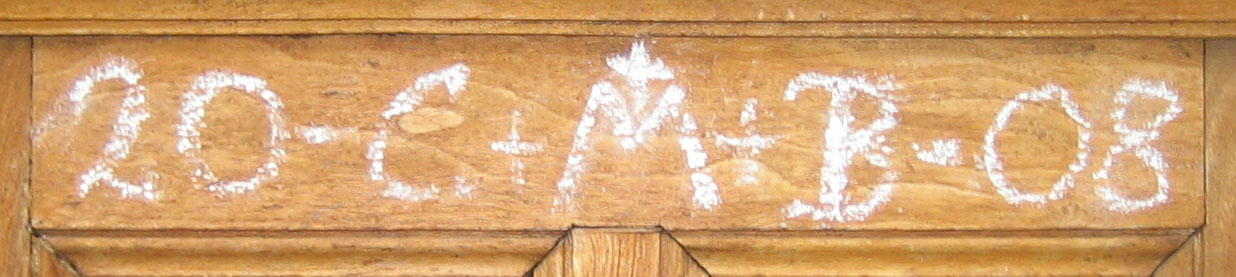
C☩M☩B wypisane kredą w Niemczech

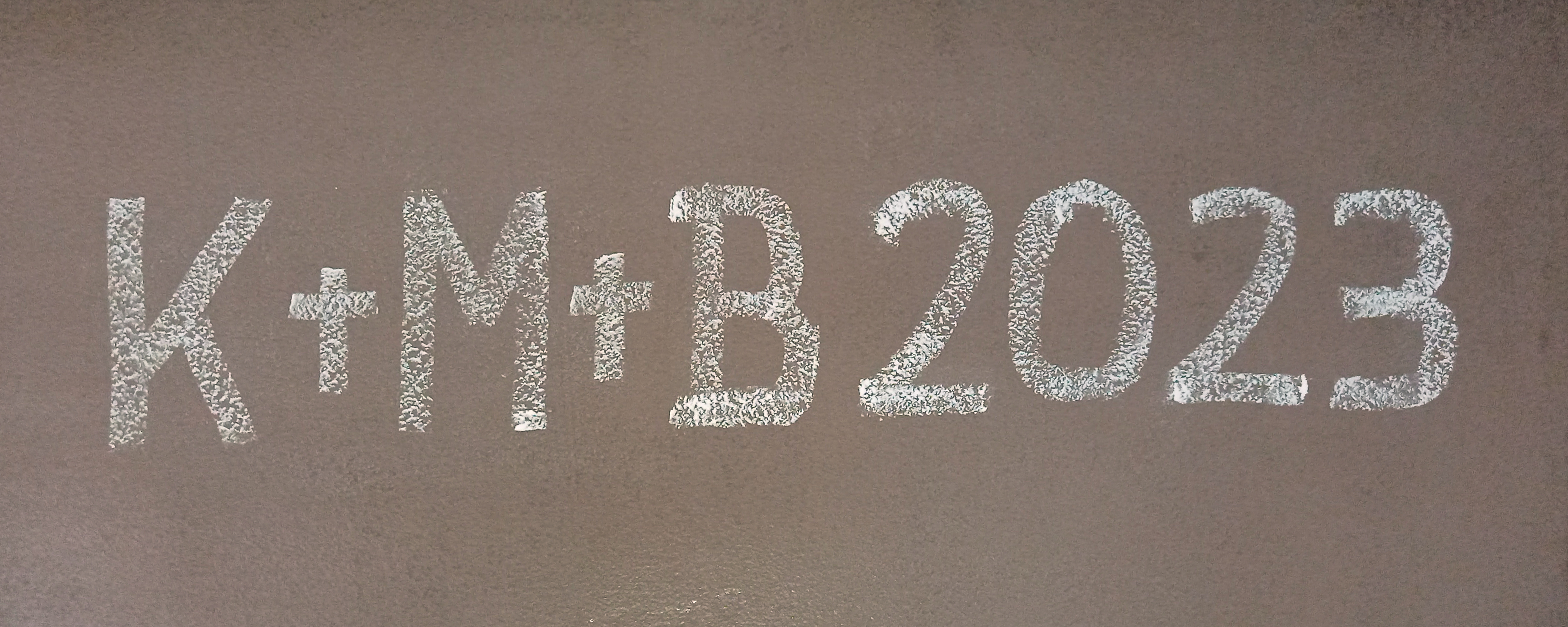
K☩M☩B wypisane kredą w kamienicy w Krakowie (2023)

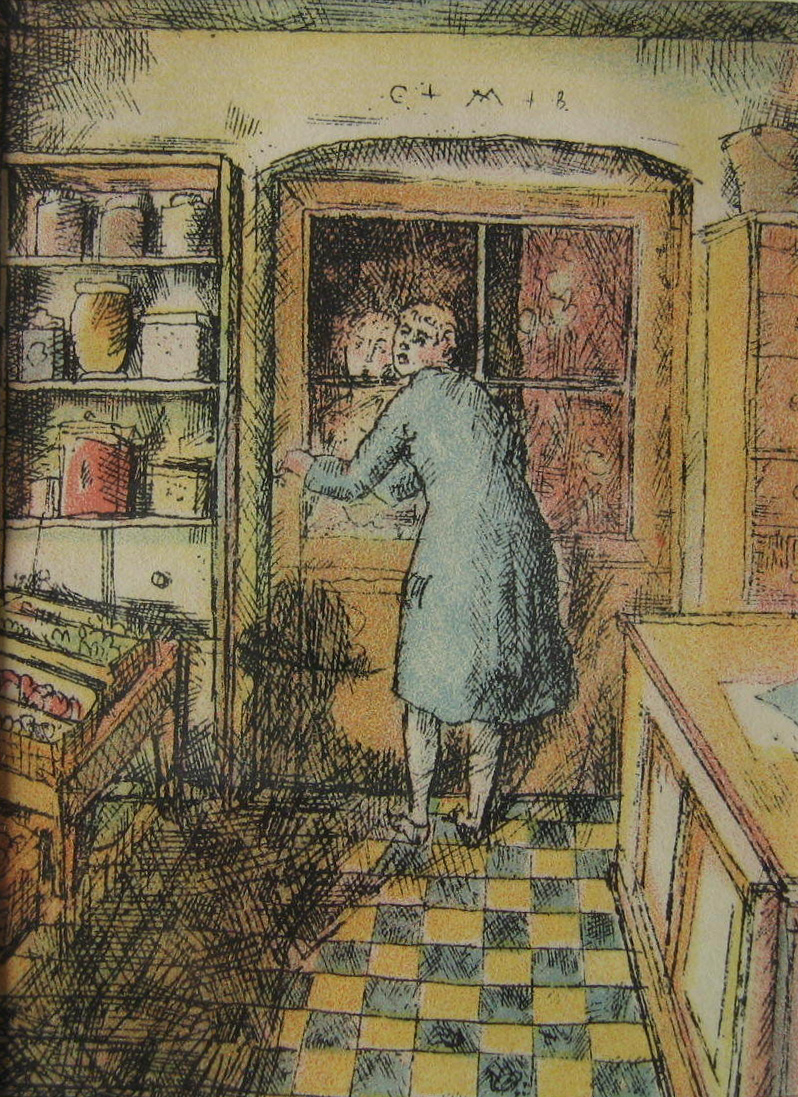
Symbol „C☩M☩B” na rycinie Ericha Büttnera (1915)

C☩M☩B (K☩M☩B, G☩M☩B) – symbol wypisywany z okazji uroczystości Objawienia Pańskiego, popularnie zwanego Trzech Króli, który pojawia się na drzwiach mieszkań. Oznacza błogosławieństwo dla domu i jego ochronę przed złem.
Akronim ten ma różne interpretacje: 
- łac. Christus mansionem benedicat („Niech Chrystus błogosławi temu domowi”)
- łac. Cogito („poznaję”), Matrimonium (nawiązanie do wesela w Kanie Galilejskiej), Baptesimus/Baptismus (chrzest)
- łac. Christus Multorum Benefactor („Chrystus dobroczyńcą wielu”)
- imiona trzech mędrców: niem. Caspar / łac. Gaspar / pol. Kacper oraz Melchior i Baltazar.

W wieku XVIII upowszechnił się w Kościele katolickim w dzień Objawienia Pańskiego, oprócz święcenia złota i kadzidła, także zwyczaj święcenia kredy, którą to kredą oznacza się drzwi wejściowe domów katolickich. W zwyczaju tym można również dopatrywać się analogii i kontynuacji tradycji ze Starego Testamentu (Wj 12,1n), gdzie nakazano znaczyć domy krwią baranka, aby uniknąć potępienia i kary Bożej.
„Obrzędy błogosławieństw” opublikowane przez Komisję ds. Kultu Bożego i Dyscypliny Sakramentów Episkopatu Polski określają, że o ile symbolu na drzwiach nie wykonał ministrant podczas wizyty duszpasterskiej między 27 grudnia a 5 stycznia, to znak może nakreślić wierny po liturgii święta Objawienia Pańskiego, by w ten sposób przekazać błogosławieństwo wyrażone przez kapłana, który święcił kredę i kadzidło. Zamiast napisu C M B może to być także J M J (od: Jezus, Maryja, Józef, czyli Święta Rodzina); tego drugiego symbolu używa się bardzo rzadko.